# Avicii Arena
Avicii Arena (,tidligere Stockholm Globe Arena og Ericsson Globe) er en arena i bydelen Johanneshov i Stockholm. Den blev indviet 19. februar 1989.
Den kuglerunde bygning måler 110 meter i diameter og er 85 meter høj, og den er bygget i stål, beton og glas. Konstruktionen bæres af 48 bøjede stålpiller. Bygningen og området omkring er tegnet af Berg Arkitektkontor AB.
Det maksimale spilleområde er 45 x 75 meter med 7.000 tilskuerpladser. Ved ishockeykampe er der plads til ca. 14.000 tilskuere og ved sceneshow omtrent 16.000 personer. Publikumsrekorden indehaves af Metallica, som havde 16.531 koncertgæster i 2009.
Avicii Arena er Sveriges nationalarena. Der afholdes et stort antal idræts- og musikarrangementer i arenaen. Avicii Arena er også (sammen med Johanneshovs Isstadion) en af to hjemmebaner for ishockeyholdet Djurgården Hockey.
Finalen i Eurovision Song Contest 2000 blev afholdt i Avicii Arena.
Den 8. juli 2015 offentliggjorde den svenske tv-station, SVT, at Eurovision Song Contest 2016 skulle afholdes i Avicii Arena.
Avicii Arena er den hidtil største kugleformede bygning i verden.
19. maj 2021 skiftede hallen navn til Avicii Arena; den havde hidtil heddet Globen. Ideen blev født, da hyldestkoncerten til den afdøde dj Avicii blev afholdt i december 2019. Avicii Arena vil nu også være et mødested for arbejdet med unges mentale sundhed og fremtid.
Siden 2021 har organisationen Tim Bergling Foundation holdt en årlig begivenhed, Together For A Better Day til ære for Avicii. Det fokuserer på unges mentale helbred, og al profitten går til samme formål.
Arenaen var lukket for renovering og modernisering fra januar 2024 til januar 2025. Moderniseringen har skabt bedre publikumsfaciliteter med nye pladser, siddegondoler og nye VIP-lounges. Derudover er der skabt et foldbart tag, som kan køres til og fra og skaber langt bedre akustik i arenaen. Bag det arbejde står arkitektfirmaerne HOK og C.F. Møller Architects samt ingeniørerne sbp (schlaich bergermann partner). Arenaen genåbnede 1. februar 2025 med koncerten Kite on Ice.[kilde mangler]